# إرنست كاشينج ريتشاردسون
إرنست كاشينج ريتشاردسون (بالإنجليزية: Ernest Cushing Richardson)‏ هو أمين مكتبة أمريكي، ولد في 9 فبراير 1860 في ووبرن في الولايات المتحدة، وتوفي في 29 يونيو 1939 في أولد لايم في الولايات المتحدة بسبب ذبحة صدرية.